# Evropská unie zahrádkářů

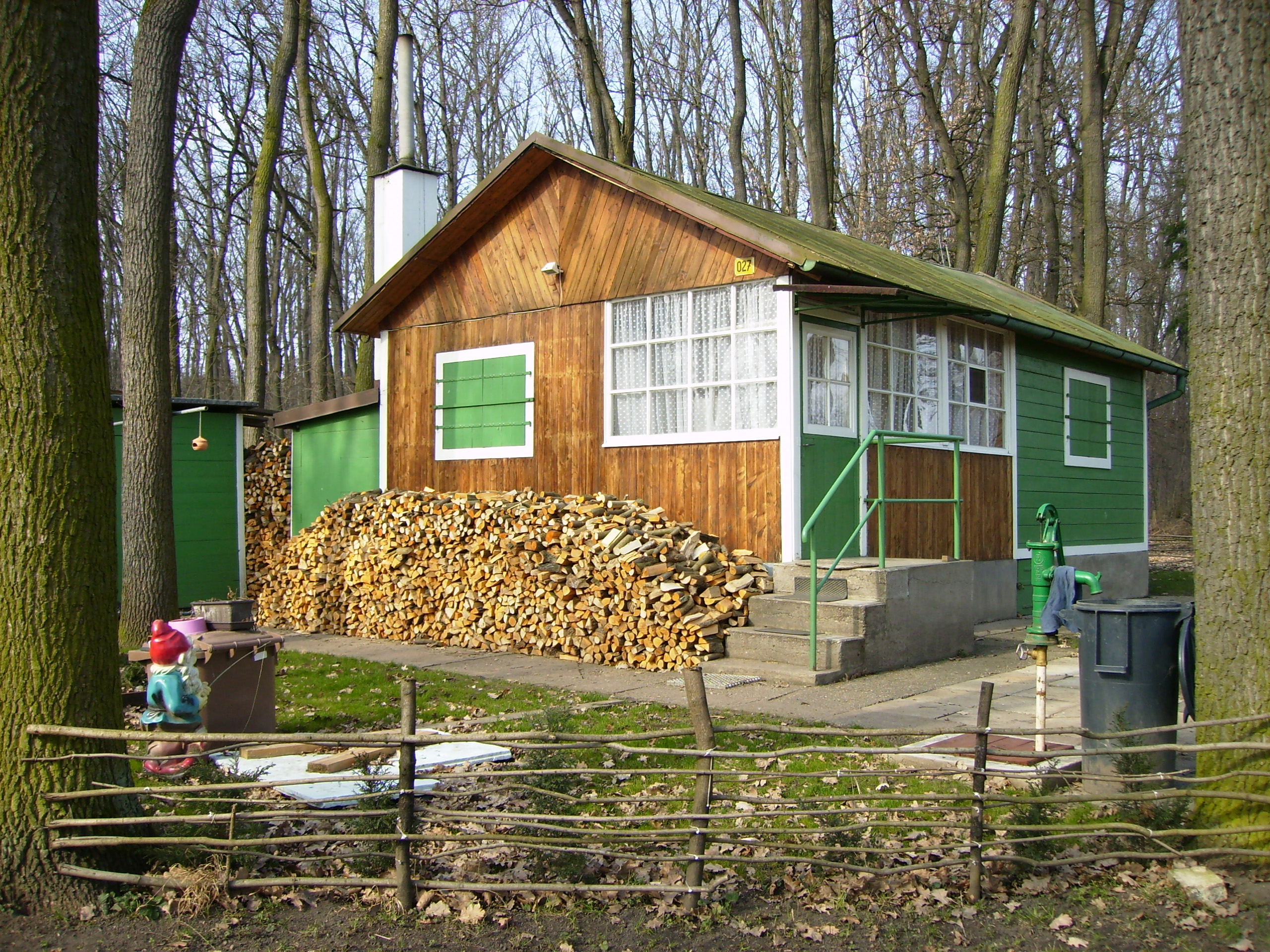
Chata se zahrádkou v přírodní rezervaci Hrbáčkovy tůně u Přerova nad Labem

Evropská unie zahrádkářů neboli Evropská liga zahrádkářů (Coin de Terre et des Jardins Familiaux) je zájmové sdružení národních svazů, jejichž členové jsou majiteli či nájemci malých zahrádek nebo zájemci o trávení volného času činností nazývanou zahrádkaření. Byla založena v Lucembursku roku 1926. V současnosti sdružuje 15 organizací s více než 3,5 miliony členů.
Českou republiku zde zastupuje Český zahrádkářský svaz.

## Členové Evropské unie zahrádkářů
- Belgie – National Verbond van Volkstuinen/Ligue Nationale du Coin de Terre et du Foyer Jardins Populaires
- Česko – Český zahrádkářský svaz
- Dánsko – Kolonihaveforbundet for Denmark
- Finsko – Suomen Siirtolapuutarhaliito
- Francie – Ligue Française du Coin de Terre et du Foyer
- Lucembursko – Ligue Luxembourgeoise du Coin de Terre et du Foyer
- Německo – Bundesverband Deutscher Gartenfreunde
- Nizozemsko – Algemeen Verbond van Volkstuinders Vereinigingen in Nederland
- Norsko – Norsk Kolonihagerforbund
- Polsko – Polski Związek Działkowców
- Rakousko – Zentralverband der Kleingärtner, Siedler und Kleintierzüchter Österreichs
- Slovensko – Slovenský zväz záhradkárov
- Spojené království – National Society of Allotment and Leisure Gardeners
- Švédsko – Svenska Forbundet for Kolonitradgardear och Fritidsbyar
- Švýcarsko – Schweizer Familiengärtnerverband